# Bad Wörishofen
Bad Wörishofen je lázeňské město v německé spolkové zemi Bavorsko, v zemském okrese Unterallgäu ve vládním obvodu Švábsko.
V roce 2014 zde žilo 14 898 obyvatel.

## Poloha
Sousední obce jsou: Baisweil, Dirlewang, Jengen, Mindelheim, Rammingen, Pforzen, Rieden, Türkheim a Wiedergeltingen.